# Arłan Kokczetaw
Arłan Kokczetaw (ros. ХК Арлан Кoкшетау) – kazachski klub hokeja na lodzie z siedzibą w Kokczetawie.

## Trenerzy
Trenerem Arłanu był Słowak Dušan Gregor. W maju 2020 nowym szkoleniowcem został Władimir Malewicz, a w jego sztabie trenerskim pojawił się trener bramkarzy Iwan Lisutin. Na początku grudnia 2020 nowym szkoleniowcem został Siergiej Bierdnikow, a asystentem Aleksiej Kołedajew. W maju 2022 następcą Bierdnikowa został Pawieł Walentienko, a trenerem bramkarzy Dmitrij Malgin.

## Sukcesy
Dwukrotny zdobywca Pucharu kraju. W 2018 po raz pierwszy w historii klubu zdobył mistrzostwo Kazachstanu.
- Puchar Kazachstanu: 2012, 2013
- Brązowy medal mistrzostw Kazachstanu: 2013, 2017, 2019
- Srebrny medal mistrzostw Kazachstanu: 2014, 2015, 2016, 2021, 2022
- Złoty medal mistrzostw Kazachstanu: 2018
- Pierwsze miejsce w sezonie zasadniczym ligi kazachskiej: 2013, 2015, 2016, 2017
- Puchar Kontynentalny: 2019